# Lough Gur
Lough Gur (irisch Loch Goir) ist ein See im irischen County Limerick, nahe dem Städtchen Bruff. Er hat die Form eines Hufeisens und erstreckt sich an den Füßen des Knockadoon Hill. Das Gebiet um den seit mehr als 6000 Jahren besiedelten See ist eine der bedeutendsten archäologischen Fundstätten Irlands. 
Die wichtigsten der 28 Objekte rund um den See sind Menhire und die Reste von Beehive-huts und Duns (Carraig Aille) sowie:
- Der Steinkreis von Grange ist mit einem Durchmesser von etwa 45,0 m der größte Irlands. Die Steine sind bis zu 2,8 Meter hoch.
- Reste von mindestens drei Crannógs (künstliche Inseln) befinden sich im See.

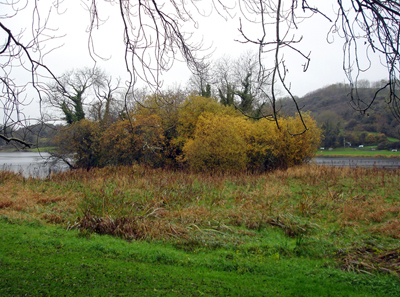
Bolin Island Crannóg im Norden des Lough Gur

- Reste zweier frühchristlicher Wohnhäuser. Aufgrund ihrer Umrisse werden sie The Spectacles (Brille) genannt.
- Wedge Tombs am Lough Gur wie „Leaba na Muice“ und „Giant’s Grave“ als Megalithanlagen, aus dem 3. vorchristlichen Jahrtausend.
- Der Bronzeschild vom Lough Gur

An der Nordostecke des Sees befindet sich das Lough Gur Interpretive Centre, in dem Modelle und Fundstücke aus der Gegend ausgestellt sind. In unmittelbarer Nähe befindet sich die Ruine des Bourchier’s Castle.
Am anderen Ende des Sees liegt Black Castle, eine Zufluchtsstätte während der Desmond-Rebellionen. Möglicherweise war dies der Ort, an dem der Earl of Desmond im Jahr 1573, nach seiner Rückkehr aus London, seine englische gegen irische Kleidung wechselte, und so sein Ansehen unter den Einheimischen steigerte.